# Замок диявола (фільм)
«Замок диявола» (фр. Le manoir du diable, 1896) — французький короткометражний художній фільм Жоржа Мельєса, одна з перших у світі спроб втілення на екрані фантастичних образів.

## Сюжет
В декораціях старовинного замку з'являється кажан, який раптом перетворюється в Мефістофеля. Мефістофель чаклує магічний котел. З котла з'являються мороки — привиди, скелети, відьми тощо — якими диявол лякає душі, що потрапили в його владу. Одна з душ робить хресне знамення і Мефістофель зникає.

## Цікаві факти
- Фільм був однією з перших спроб Мельєса використовувати спецефекти для зображення на екрані фантастичних подій.
- Хоча фільм в цілому витриманий в іронічній комедійній інтонації, він вважається першою у світі кінокартиною, яку можна формально віднести до фентезі та фантастики жахів.
- Прем'єра фільму відбулася 24 грудня 1896 року в театрі «Робер Уден» в Парижі.

## У ролях
- Жорж Мельєс — фокусник
- Жанна д'Альсі — дама

## Ресурси в мережі
- The Devil's Castle (1896) — Georges Méliès [Архівовано 19 січня 2011 у Wayback Machine.](англ.)
- Дивитися фільм «Замок диявола» на YouTube [Архівовано 7 липня 2011 у Wayback Machine.]